# Sardis City
Sardis City város az USA Alabama államában, 	Etowah és Marshall megyében. Lakosainak száma 1814 fő (2020. április 1.).

## Népesség
A település népességének változása:

| 2010 | 1 704 |
| 2020 | 1 814 |